# Trelleborg AB

Trelleborg TM 900 710-75 R 42

Trelleborg AB este o companie industrială din Suedia.
Compania a fost înființată în anul 1905 de către omul de afaceri Henry Dunker și are peste 24.000 de angajați în 50 de țări.
Vânzarile anuale ale grupului se cifrează la aproximativ 34 de miliarde de coroane suedeze (circa 3,32 miliarde euro).
Acțiunile grupului Trelleborg sunt listate la Bursa din Stockholm.

## Trelleborg în România
Compania nu mai este reprezentată în România. În România este prezentă o societate mixtă 50/50, TrelleborgVibracoustic. Fabrica din Dej produce sisteme antivibrație.